# Johanna Westerdijk
Johanna Westerdijk (ur. 4 stycznia 1883 w Nieuwer-Amstel (obecnie część Amsterdamu), zm. 15 listopada 1961 w Baarn) – holenderska botanik, pierwsza kobieta, której nadano tytuł profesorski. Autorka licznych prac w dziedzinie fitopatologii. Była członkiem Królewskiej Holenderskiej Akademii Sztuk i Nauk.
W wieku 17 lat zdecydowała się wstąpić na Uniwersytet w Amsterdamie. Po ukończeniu studiów biologicznych w Amsterdamie spędziła pewien czas w Monachium, a następnie studiowała w Zurychu pod kierunkiem prof. Hansa Schinza. Tu obroniła doktorat w 1906 wróciła do Holandii. W 1907 została zatrudniona na Uniwersytecie w Utrechcie. 10 lutego 1917 została mianowana profesorem patologii roślin na Uniwersytecie w Utrechcie. Była pierwszą kobietą, która została mianowana profesorem w Holandii, a także jednym z pierwszych profesorów patologii roślin na europejskim uniwersytecie. Została odznaczona Orderem Lwa Niderlandzkiego 3 klasy. Otrzymała doktoraty honoris causa Uniwersytetu w Uppsali (1957) i Uniwersytetu w Gießen w Niemczech (1958). Rząd Portugalii nominował ją na Damę Orderu Santiago da Espada, a ona sama jako pierwsza otrzymała Medal Otto Appela (ustanowiony dla wybitnych patologów roślin) w Heidelbergu w 1953 roku. Była także członkiem honorowym wielu towarzystw holenderskich i zagranicznych.